# (74101) 1998 QS30
(74101) 1998 QS30 – planetoida z pasa głównego asteroid okrążająca Słońce w ciągu 4,5 lat w średniej odległości 2,72 j.a. Odkryta 17 sierpnia 1998 roku.